# Чардым (Саратовская область)
Чарды́м — село в Воскресенском районе Саратовской области. Входит в состав Елшанского муниципального образования.

## География
Село находится на берегу реки Волга, близ впадения в неё реки Чардым, на расстоянии 42 км к юго-западу от села Воскресенское, административного центра района, и 40 км к северо-востоку от города Саратов, административного центра области.

### Часовой пояс
Село Чардым, как и вся Саратовская область, находится в часовой зоне МСК+1. Смещение применяемого времени относительно UTC составляет +4:00.

## Население
| 2002 | 2010 |
| ---- | ---- |
| 693  | ↗871 |

## Улицы
| - ул. Безымянная, - ул. Вишнёвая, - ул. Волжская, - ул. Дачная, | - пер. Дачный, - ул. Интернациональная, - ул. Лесная, - ул. Набережная, | - ул. Пристанная, - ул. Садовая, - ул. Советская, - ул. Юбилейная. |

## Инфраструктура
В окрестностях села размещены турбазы, студенческие и оздоровительные лагеря, дома отдыха и дачи саратовцев, а также правительственная резиденция «Тантал».

## Археология
Неподалёку от села находится Чардымское городище — археологический памятник эпохи раннего железного века.